# ألكسندر سودرلوند
ألكسندر توفت سودرلوند (مواليد 3 أغسطس 1987) هو لاعب كرة قدم نرويجي محترف، يشغل مركز المهاجم في نادي فارد هاوغسوند. وقد مثّل منتخب النرويج الوطني.

## مسيرته الكروية
بعد أن لعب في شبابه لنادي ستيغابيرج، مثّل سودرلوند ناديي هاوغسوند وفارد هاوغسوند. لاحقًا، أصبح يُوصف بأنه رحالة، إذ لعب في ستة أندية مختلفة بأربع دول أجنبية بين عامي 2008 و2010 (وأبرزها مشاركته في الدرجة الثالثة والرابعة الإيطالية، ودوري الدرجة الثانية البلجيكي).
انتهت تجربته غير الناجحة خارج البلاد في صيف 2010، عندما قرر نادي ليكو من الدرجة الرابعة الإيطالية عدم تمديد مدة الاختبار التي استمرت أربعة أشهر.
عاد سودرلوند بعدها إلى وطنه، ولعب مجددًا مع ناديه السابق فارد هاوغسوند (الدرجة الثانية النرويجية) في ختام موسم 2010.
في يناير 2011، انتقل إلى نادي هاوغسوند، وشارك في أول مباراة له في الدوري النرويجي الممتاز في 20 مارس 2011 ضد ترومسو. سجّل أول هدفين له في الدوري أمام ستابك في 8 مايو 2011، وأنهى موسمه الأول بـ11 هدفًا.
في 17 يونيو 2013، أعلن نادي روسنبورغ عن تعاقده مع سودرلوند قادمًا من هاوغسوند، ليكون بديلًا عن طارق اليونسي الذي انتقل إلى الدوري الألماني. انضم سودرلوند إلى روزنبورغ في 15 يوليو. لعب 12 مباراة وسجّل 3 أهداف مع هاوغسوند في موسم 2013، وبما أن النادي أنهى الموسم في المركز الثالث لأول مرة في تاريخه، كان سودرلوند مؤهلًا للحصول على ميدالية برونزية. لكن بسبب انتقاله إلى روسنبورغ الذي أنهى الموسم في المركز الثاني، مُنح ميدالية فضية فقط، نتيجة تغيير في القوانين بعد أن فاز توماس هولم بالذهب والفضة مع فريقين مختلفين في موسم 2011. كما فاز سودرلوند بميدالية فضية أخرى عام 2013 بعد خسارة روسنبورغ نهائي كأس النرويج لكرة القدم بنتيجة 4–2 أمام مولده.
في 4 يناير 2016، انضم سودرلوند إلى نادي سانت إتيان الفرنسي بموجب عقد لمدة 3 سنوات ونصف. وقد قُدّرت قيمة الصفقة بين 1.5 و2 مليون يورو. بعد 13 يومًا فقط، سجّل هدفه الأول مع الفريق في الفوز 1–0 على ليون في الديربي.
تعرض سودرلوند كثيرًا للانتقاد في فرنسا بسبب بطئه ونقص مهاراته الفنية، وفي يناير 2018 عاد إلى ناديه السابق روسنبورغ مقابل مبلغ يُقدّر بـ500 ألف يورو.

## مسيرته الدولية
في 23 نوفمبر 2011، استُدعي سودرلوند لقائمة منتخب النرويج من أجل ثلاث مباريات ودية في تايلاند في يناير 2012. شارك لأول مرة مع المنتخب في تعادل ودي 1–1 أمام الدنمارك في 15 يناير 2012. وفي 1 يونيو 2012، أُضيف إلى التشكيلة مجددًا حين أصبح محمد عبد اللاوي غير مؤكد مشاركته في مباراة ضد كرواتيا.
شارك لأول مرة على أرضه حين دخل بديلًا لإيريك هوسيكليب في الدقيقة 84، وصنع هدف التعادل الذي سجله طارق اليونسي أمام كرواتيا. وفي مباراة تصفيات كأس العالم 2014 ضد سلوفينيا يوم 11 سبتمبر 2012، دخل بديلًا لليونسي في الدقيقة 89، وتحصل على ركلة جزاء بعد ثلاث دقائق، نفذها يون آرنه ريسه وسجل هدف الفوز للنرويج بنتيجة 2–1. وخاض سودرلوند أول مباراة له كأساسي في التصفيات عندما واجهت النرويج منتخب سويسرا في 12 أكتوبر 2012.
في 14 ديسمبر 2023، أعلن سودرلوند اعتزاله اللعب دوليًا.